# Guntram Schernthaner
Guntram Schernthaner (* 30. Mai 1947 in Abtenau) ist ein österreichischer Internist. Nach der Promotion 1972 und der Habilitation 1981 wurde er 1987 zum Universitätsprofessor an der Medizinischen Fakultät der Universität Wien ernannt. Er ist Professor für Innere Medizin an der Medizinuniversität Wien und war von 1988 bis 2013 Vorstand der 1. Medizinischen Abteilung der Rudolfstiftung Wien mit den Schwerpunkten Diabetologie, Endokrinologie, Onkologie, Hämatologie und Osteologie.
Schernthaner wurde mehrfach zum Präsidenten der Österreichischen Diabetes-Gesellschaft gewählt wie auch zum Vorstandsmitglied der European Association for the Study of Diabetes (EASD) und der European Society for Clinical Investigation (ESCI). Er war u. a. der Präsident des Europäischen Diabeteskongresses in Wien (1996). Seine Forschungsschwerpunkte sind die Immunpathogenese, Immungenetik und Immuntherapie des Typ-1-Diabetes, Pathophysiologie und Therapie der vaskulären Diabeteskomplikationen, morbide Adipositas und metabolische Chirurgie, diabetische Nephropathie diabetische Retinopathie und Pharmakotherapie des Typ-2-Diabetes.
Schernthaner zählt zu den führenden Diabetologen der Welt, er wurde in mehr als 100 Länder zu Vorträgen bei internationalen Kongressen und an Universitätskliniken eingeladen, seine über 350 in der PubMed referenzierte Arbeiten wurden mehr als 18.000-fach zitiert, sein h-Index beträgt 65.

## Auszeichnungen
- 1982 Ferdinand-Bertram-Preis
- 1989 Albert-Renold-Medaille der Europäischen Diabetesgesellschaft (EASD)

| Personendaten    | Personendaten                              |
| ---------------- | ------------------------------------------ |
| NAME             | Schernthaner, Guntram                      |
| KURZBESCHREIBUNG | österreichischer Internist und Diabetologe |
| GEBURTSDATUM     | 30. Mai 1947                               |
| GEBURTSORT       | Abtenau                                    |